# IC 1649
IC 1649 est une galaxie spirale vue par la tranche et située dans la constellation du Phénix. Sa vitesse par rapport au fond diffus cosmologique est de (5196 ± 14) km/s, ce qui correspond à une distance de Hubble de 76,6 ± 5,4 Mpc (∼250 millions d'al). IC 1649 a été découverte par l'astronome américain DeLisle Stewart en 1899.
La classe de luminosité de IC 1649 est II-III.
À ce jour, près d'une quinzaine de mesures non basées sur le décalage vers le rouge (redshift) donnent une distance de 69,286 ± 4,981 Mpc (∼226 millions d'al), ce qui est à l'intérieur des valeurs de la distance de Hubble.

## Groupe de NGC 434
IC 1649 fait partie du groupe de NGC 434. Ce groupe de galaxies comprend au moins 10 galaxies, dont les plus importantes sont NGC 434, NGC 440, NGC 466 et NGC 484.   